# Åmotsdalen
Åmotsdalen este o localitate din comuna Oppdal, provincia Sør-Trøndelag, Norvegia.